# حسن‌لبه
حَسَن‌لَبه (نام علمی: Styrax) نام یک سرده از تیره حسن‌لبگان (Styracaceae) در رده دولپه‌ای‌ها است.
سرده حسن‌لبه حدود ۱۳۰ گونه دارد که بیشتر بومی مناطق معتدل گرم و گرمسیری نیم‌کره شمالی هستند.
در کتب طب سنتی با نام‌های «حسن‌لبه»، «حصی لبان» و «حصی لبان جاوی» آمده‌است. به هندی لوبان می‌گویند. در بازار دارویی ایران به ماده‌ای که از این گیاه گرفته می‌شود «جوهر حسن‌لبه» گفته می‌شود. در بازار دارویی، حسن‌لبه صمغ رزینی یا نوعی بلسان با بویی شبیه وانیل است.
درختان جنس حسن‌لبه درختانی هستند به بلندی متوسط، پوست تنه آنها خاکستری سفید، برگ‌ها بیضی ناصاف شبیه برگ به با دمبرگ کوتاه و به‌طور متناوب قرار گرفته‌اند. گل‌های آنها قله‌ای یا سنبله است.

## ترکیبات شیمیایی
از نظر ترکیبات شیمیایی عمده‌ترین ماده موجود در حسن‌لبه اسید بنزوئیک است که ماده عامل آن است. در بعضی از گونه‌های درختان اسید سینامیک نیز وجود دارد ولی نقشی در اثر دارویی آن ندارد و اثر دارویی آن منحصراً مربوط به ماده عامل آن جوهر حسن‌لبه یا بنزوئیک اسید است.
برای گرفتن حسن‌لبه باید پوست درخت را خرد و له کرد. این ماده از پوست درخت که زخمی نشده باشد به دست نمی‌آید.

## خواص
حسن‌لبه در چین در موارد سوختگی، ضرب‌خوردگی و ضعف پس از زایمان و برای تسکین دردهای ناحیه قلب و کمر تجویز می‌شود.

## اصطرک
اصطرک، استرک یا میعه رزینی جامد است که در زبان ترکی به آن «قره بوخور» می گویند. این رزین نیز از درختی از خانواده Styracaceae با نام علمی Styrax officinalis L گرفته می شود. دیوسکوریدس گوید رنگ آن زعفرانی و دارای چربی و شبیه صمغ صنوبر است.

## مشخصات
در لغت‌نامه دهخدا آمده‌است که که به صمغ حسن‌لبه، کمکام، کمکامه، انگم و کنگام و اصطرک هم می‌گویند و درختش کلنگو نام دارد.
دهخدا می‌نوید: حصی لبان . [ل ُ] (ع اِ) عسل اللبنی. میعة سائلة. (منتهی الارب). حسن لبه؛ و مؤلف تحفه گوید: حصی لبان به فارسی حسن لبه نامند و او صمغ ضِرو یمنی است و کمکام عبارت از او؛ و مؤلف تذکره گوید که اکثر اهل این صناعت تحقیق ننموده‌اند و من بعد از مشقت بسیار تحقیق کرده‌ام که صمغ ضرو است و در اول تکون صمغ مذکور بقدر دانهٔ گندم ظاهر شده، بتدریج بقدر خربزه ای می‌شود و بوی او مرکب از بوی مصطکی و کندر و خوشبوترین صمغها و سفید مایل به سرخی و سیاهی و محلل و جاذب و در دوم گرم و در اول خشک و مقوی دل و مورث سرور، و خائیدن او جهت تقویت لثه و طلای او جهت حبس کردن نزلات و قطور او با روغنها جهت درد بارد گوش و آشامیدن او جهت مغص و تقویت معده و دماغ و ازالهٔ رطوبات و تحلیل آن نافع و قدر شربتش تا دو درم و مصدع محرورین و مصلحش روغن بنفشه و خشخاش و بدلش لادن و مصطکی بالمناصفه.